# Дом Абрампольского
Дом Абрампольского — бывший доходный дом в стиле модерн в Минске, расположенный на пл. Независимости по адресу ул. Советская, 17. Используется под административные учреждения. Историко-культурная ценность регионального значения.

## История

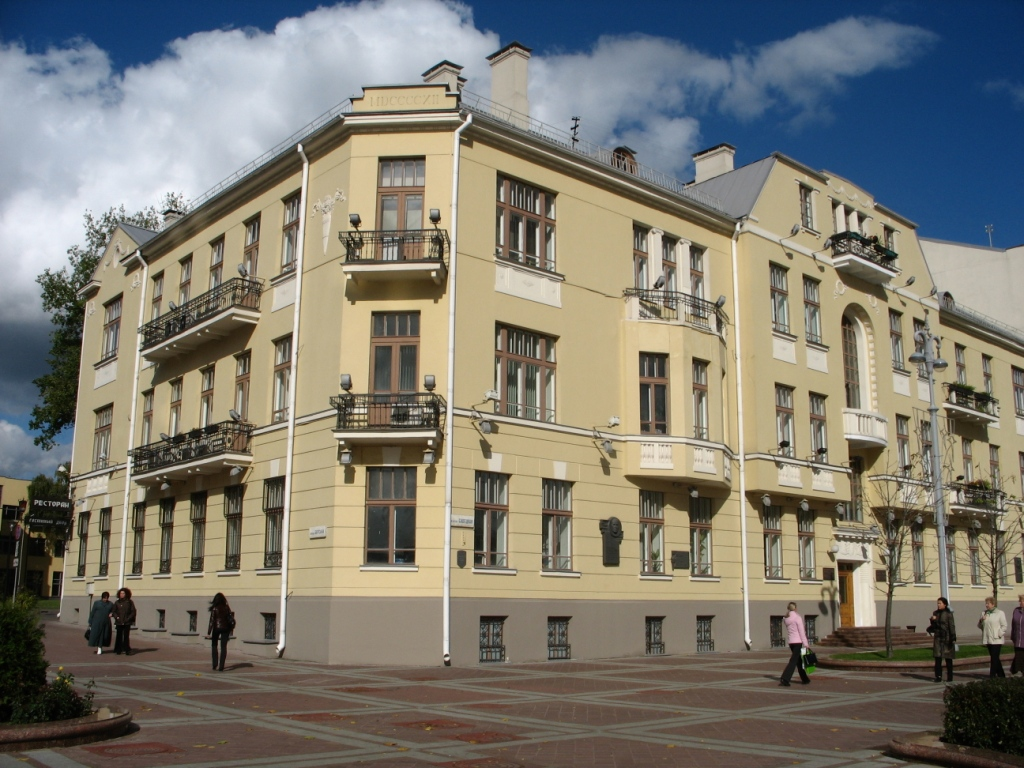

Дом Эммануила Абрампольского, директора одного из минских банков, построен в 1912 году по проекту белорусского архитектора Станислава Гайдукевича (это его первый проект после окончания Петербургской академии искусств). Старый адрес — Захарьевская, 33 (на углу с Трубной). Семь комнат первого этажа снимала княгиня Мария Магдалена Радзивилл, известная меценатка белорусского движения. Верхние комнаты занимал сам Абрампольский с семьей.
В 1917 году дом был национализирован большевистскими властями. В 1920-е годы в доме размещались квартиры сотрудников белорусского отделения ОГПУ (Объединенное государственное политическое управление), позже — НКВД. Также здесь жили представители высшего государственного, партийного и хозяйственного руководства БССР. В одной из квартир в 1919—1931 гг. жил нарком земледелия и секретарь Минского горкома КПБ(б) Адам Славинский. В это время дом неофициально называли "Первый Дом Советов".
В августе 1924 года в одной из квартир этого дома арестован Борис Савинков.
Во время Второй мировой войны, в 1941-1942 гг. в этом здании находилась конспиративная квартира советского подполья. После Второй мировой войны руководство поселилась в специально построенных для них домах, а дом Абрампольского отдали представителям интеллигенции. В 1948-1955 гг. здесь жил ученый-геодезист, академик Василий Попов.
Сегодня здание занимает УКС Мингорисполкома, располагается ресторан.

## Архитектура

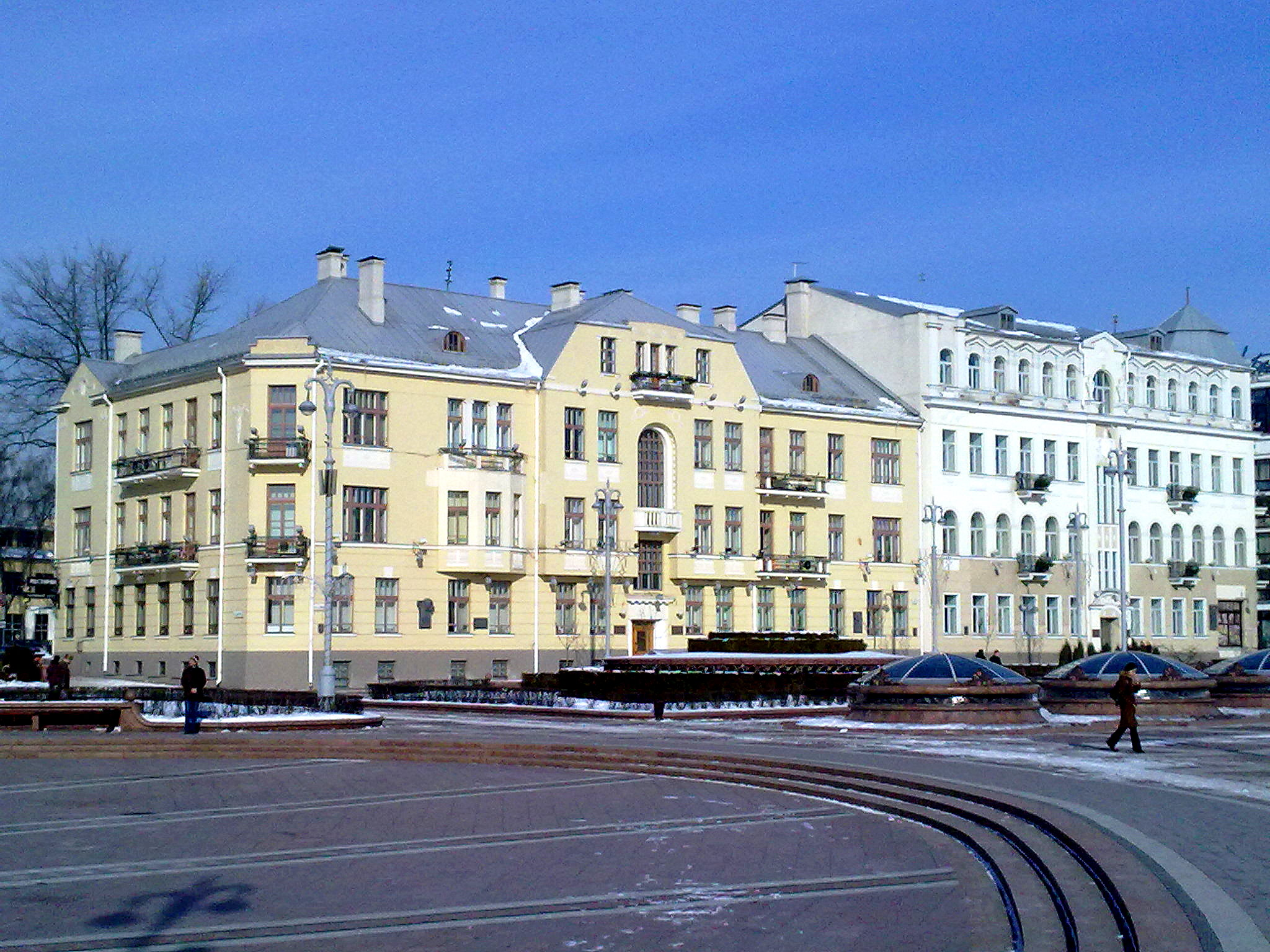
Комплекс домов Абрампольскага и Униховского

Доходный дом Абрампольского и дом Униховского соединены между собой торцами и образуют единый фронт застройки.
Дом Абрампольского представляет собой каменное прямоугольное в плане трехэтажное здание с трапециевидной мансардой под крышей вальмовая. Симметричную композицию главного фасада нарушает изрезанный западный угол, завершенный невысоким аттиком с латинскими буквами (дата постройки). Пластику главного фасада обогащают лепные виньетки, гирлянды, балконы с металлической оградой. Входы расположены со стороны главного и дворового фасадов. Главный вход выделен козырьком на двух колонках и высоким полуциркульным оконным проемом над ним. Дворовый фасад решен минималистично, без всяких деталей.
Архитектура дома сформировалась под безусловным влиянием стиля ар-нуво, что отразилось в его пластичности фасада (скошенный угол, трапециевидная мансадрда), в строгом ритме разнообразных оконных проемов с балконами, в сдержанной декоративной отделке.
Планировка здания изменена по сравнению с первоначальной. Планировочным ядром является лестничный узел, вокруг которого ранее располагались квартиры.